# フォルクスワーゲン・ルポ
ルポ（Lupo）は、ドイツのフォルクスワーゲン社が製造、販売していたコンパクトカー。

## 概要
デビューは1998年で、ボディ形式は3ドアハッチバックで乗車定員は5名もしくは4名。日本では2001年デビュー。ポロより小さなクラスに位置し（全長はポロ比で20cm以上短く、フィアット・パンダなどと同等）、ルポ販売時のラインナップのうちで最も小さなモデルである。
2004年には後継となるフォックスの製造が開始されており、欧州や中南米ではルポからフォックスにバトンタッチされている。ただし、メキシコではフォックスもルポの名で販売されている。日本でも2006年にラインナップから姿を消した。後継車種はup!（6年間のブランクあり）。

## 車名
車名のルポ（LUPO）とは、イタリア語で｢狼｣の意。ラテン語ではルプス（Lupus）。　
フォルクスワーゲン本社のあるニーダーザクセン州のヴォルフスブルク（Wolfsburg）はドイツ語で｢狼の城｣を意味する。ラインナップ最小のコンパクトカーに、本社のある街にちなんだ名前を与えられている。
なお、日本市場向け1.4 L車のシート生地には、可愛くデフォルメされた狼のキャラクターが描かれていた。

## 解説
ルポの発表に先駆け、まずVWグループ内のセアトからアローザとして発売された。
ルポに搭載されるエンジンは種類が多く、ガソリンエンジンが6種（1.0から1.6 L）、ディーゼルが3種（1.2から1.7 L）の計9種にのぼる。中でも特徴的なものに、ディーゼルのうち最小排気量となる1.2 Lエンジンを積む低燃費モデル3L TDIと、ガソリンエンジンのうち最大排気量となる1.6 Lエンジンを搭載するスポーティモデルのGTIがある。
日本では1.4 Lガソリン車（AT車）と1.6 L・6速マニュアルのGTIが投入されたが、欧州市場でメインとなった3L TDIをはじめとするディーゼルエンジン搭載車は投入されなかった。小柄ながら高速安定性は高く長距離も難なくこなすが、目玉であったディーゼルエンジンに対し、ガソリン車の燃費は並（同クラスの日本車より悪い）である上に燃料タンクが小さい（34L）ため、航続距離が短い。
ユーロNCAPにおいて、超小型車としては当時最高の4つ星を獲得する高い安全性能を誇った。また日本仕様においてはフルサイズエアバッグを前2席に、このクラスでは珍しいサイドエアバッグをも備え、フォースリミッター付きシートベルトテンショナー、ISOFIXチャイルドシート固定装置なども標準で装備していた。

### 3L TDI
1.2 L3気筒ディーゼルエンジン搭載の 3L TDI は「3リッターカー（100kmの距離を3リッターの燃料で走破できる車）」としてフォルクスワーゲン社の技術力をアピールした。グレード名にある3L も、3リッターカーであることに由来している。当時のグループ会長フェルディナント・ピエヒは「21世紀までに3リッターカーを市販する」とかねてから公言しており、このルポ 3L TDIの販売が1999年から開始されたことでそれが果たされた。燃料（軽油）の廉価さに加えて、二酸化炭素の排出量の少なさからディーゼルエンジンに対して評価の高いヨーロッパを中心に販売された。
標準より薄いガラスや軽量素材（アルミニウムやマグネシウム）の採用による軽量化が施され、車重は標準モデル比でおよそ200kg軽い830kgとなっている。ATにはECO と呼ばれるモードが用意され、このモードが選ばれている間は停車時にアイドリングストップシステムが作動、走行中は積極的に高いギアを選択する制御プログラムとなり、燃費向上を助ける。ほかにも、ボディ前面の空気取り入れ口の形状見直しによる空気抵抗の低減、転がり抵抗の小さいタイヤの採用など、燃費向上のための設計は多岐にわたる。
3L TDIの低燃費をアピールした広告（映像、および紙媒体）は、2000年のカンヌ国際広告祭で金賞を受賞した。

### GTI
元来ゴルフのスポーティーグレードとして設定されてきたGTIがルポにも設定された。1.6 L直列4気筒DOHCエンジンに6段マニュアルトランスミッションが組み合わされる、いわゆるホットハッチである。最高時速は205km/h。
外装ではセンター出しマフラー、15インチのアロイホイール、ボディ同色のバンパー（標準モデルは下半分が艶消し黒）バイキセノンガスディスチャージヘッドライトなどがGTI専用装備となる。内装では赤いシートベルト、前席のみならず後部座席もセミバケット形状（カーブを走行中に乗員を保持するタイプのシート）を採用し、標準モデルでは3人掛けとなる後席がGTIでは2人掛けとなるため、乗車定員は4名である。見た目にはわからないが、標準タイプと比べアルミ素材を各部に採用しワンクラス上のエンジンを搭載しているにもかかわらず重量アップは最小限で、その他重量バランスを考慮しバッテリーを後部に移動したりと小技を効かせている。ドアは「アルミ」であったが、2005年モデルの後期より「鉄」に変更されたため、やや重量増となった。
GTIをベースとした車両を用いたワンメイクレース、「ルポ GTI カップ」が、フォルクスワーゲン主催で開催された。このレースに参加できるのは、ロールケージなどのサーキット走行に即した装備を装着したルポ GTI カップカーのみで、参戦希望者にのみ販売された。なお、このカップカーは純粋なレース専用車両ではなく、販売される国の保安基準に適合した設計になっており、ナンバープレートを取得して公道上を走行することが可能である。